# Microregione di Prudentópolis
Prudentópolis è una microregione del Paraná in Brasile, appartenente alla mesoregione di Sudeste Paranaense.

## Comuni
È suddivisa in 8 comuni:
- Fernandes Pinheiro
- Guamiranga
- Imbituva
- Ipiranga
- Ivaí
- Prudentópolis
- Teixeira Soares